# Cochlearium (bestek)

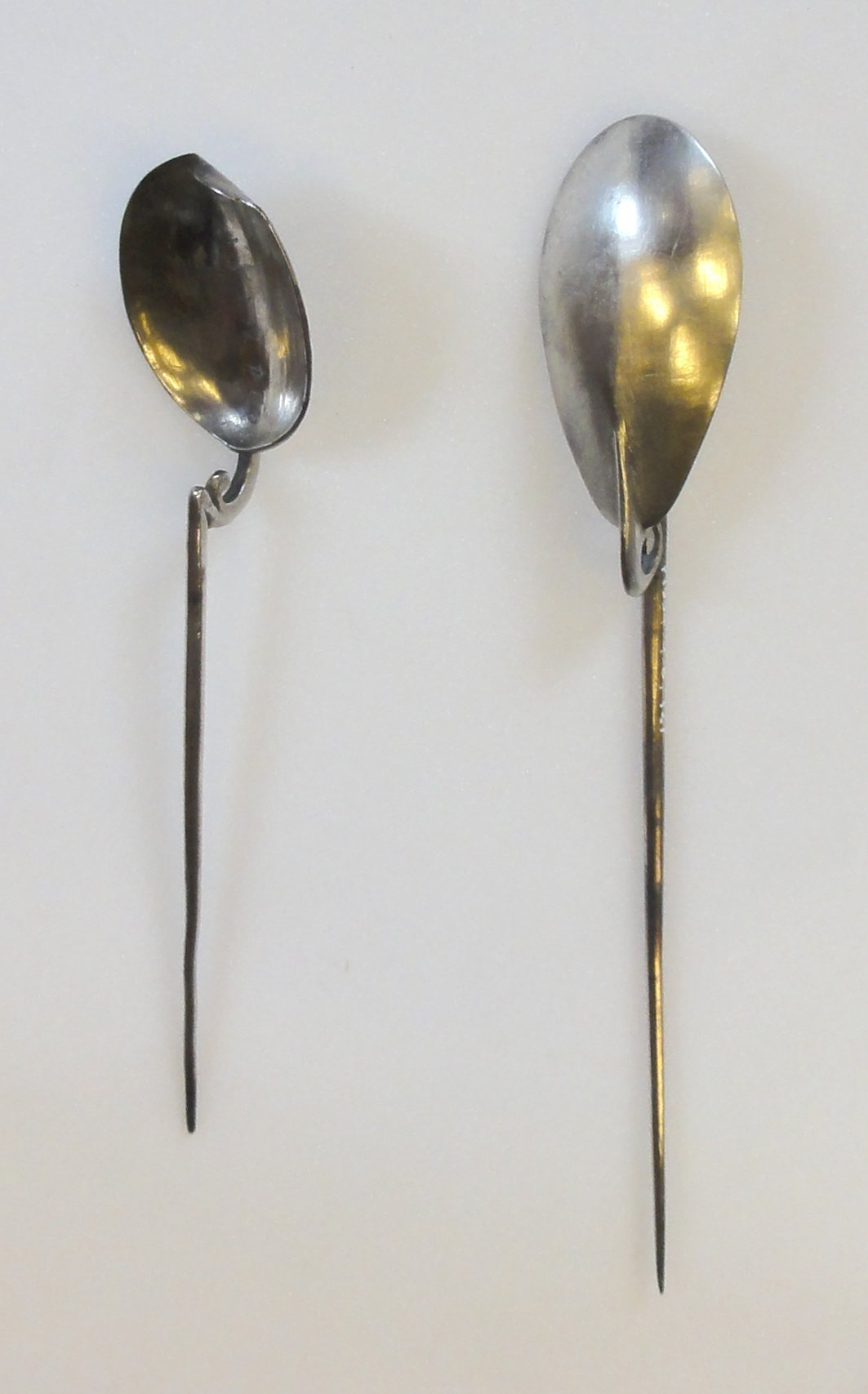
Twee zilveren cochlearia

Een cochlearium (mv: cochlearia) is een kleine lepel met een tot een punt toelopend steeltje, gebruikt door de Grieken en Romeinen in de klassieke oudheid. De puntvormige steel werd gebruikt om het vlees van escargot uit het huisje te peuteren. De lepel werd ook als maat voor vloeistoffen gebruikt.

## Etymologie
Het woord cochlea betekent letterlijk spiraal of slakkenhuis, waardoor aangenomen wordt dat de lepel zo was ontworpen dat het handvat kon worden gebruikt om slakken of kokkels uit het slakkenhuisje te halen.
De Romeinse termen cochlearium, cochleair en cochleare werden tevens als maat voor vloeistoffen gebruikt.